# Jarmila Škodová
Jarmila Škodová (* 11. Juli 1943 in Horní Štěpanice) ist eine ehemalige tschechoslowakische Skilangläuferin.
Škodová, die für den Lokomotiva Trutnov und den RH Semily startete, belegte bei den Nordischen Skiweltmeisterschaften 1962 in Zakopane jeweils den 24. Platz über 5 km und 10 km sowie den sechsten Rang mit der Staffel und bei ihrer einzigen Teilnahme an Olympischen Winterspielen im Februar 1964 in Innsbruck den 27. Platz über 10 km, den 25. Rang über 5 km sowie zusammen mit Eva Břízová und Eva Paulusová den sechsten Platz in der Staffel. Bei den Nordischen Skiweltmeisterschaften 1966 in Oslo lief sie auf den 33. Platz über 5 km und auf den 24. Rang über 10 km. Bei tschechoslowakischen Meisterschaften siegte sie zweimal über 10 km (1963, 1967) und einmal über 5 km (1961).